# Smultrongrundet (i Östra hamnen, Hangö)
Smultrongrundet är en ö i Finland. Den ligger i Finska viken eller Skärgårdshavet och i kommunen Hangö i den ekonomiska regionen  Raseborg i landskapet Nyland, i den sydvästra delen av landet. Ön ligger omkring 120 kilometer väster om Helsingfors.
Öns area är 1 hektar och dess största längd är 160 meter i öst-västlig riktning.